# Ivan Lam
Ivan Lam (chiń. 林朗彥, ur. 18 lipca 1994 w Hongkongu) – hongkoński aktywista polityczny, jeden z założycieli grupy Scholarism. Był jednym z trzech studentów (wśród nich Joshua Wong), którzy 2 grudnia 2014 rozpoczęli strajk głodowy na czas „nieokreślony”, żądając ponowienia rozmów z rządem w Hongkongu. Obecnie studiuje kulturoznawstwo na Uniwersytecie Chińskim w Hongkongu. Jest aktywny na różnych forach internetowych.

## Udział w protestach
29 maja 2011 Ivan Lam wraz z Joshuą Wongiem i Queenie Chung wspólnie założyli Scholarism. Lam niedługo potem zrezygnował z funkcji przewodniczącego grupy na rzecz zaangażowania się w tworzenie propagandy antyrządowej. Ivan był zaangażowany w protest przeciwko powszechnej w Hongkongu edukacji moralnej i narodowej.